# Warko
Warko är en ås i Djibouti. Den ligger i den sydvästra delen av landet, 110 km väster om huvudstaden Djibouti.